# Regentenstraße 206 (Mönchengladbach)

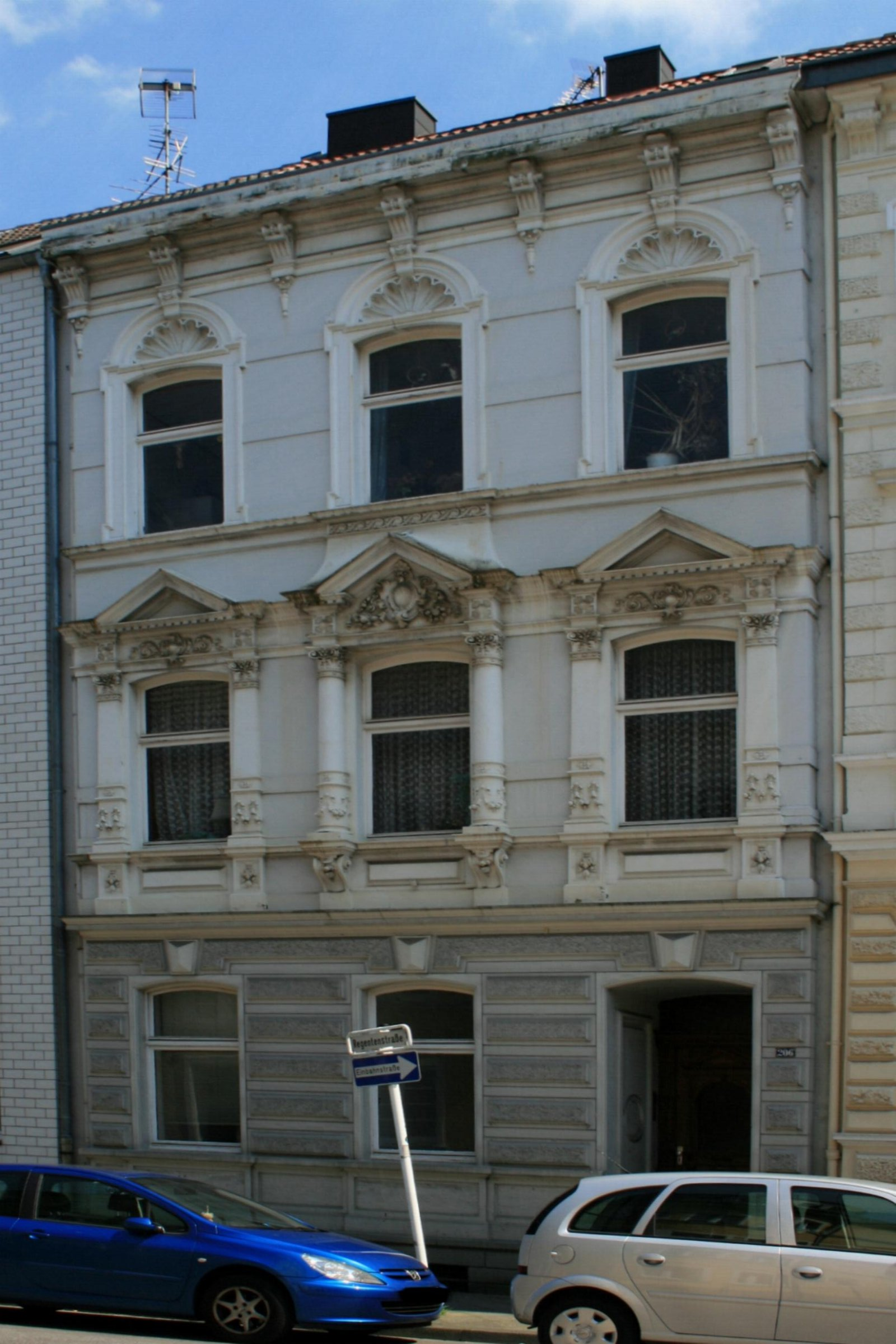
Wohnhaus (2010)

Das Wohnhaus Regentenstraße 206 steht im Stadtteil Eicken in Mönchengladbach (Nordrhein-Westfalen).
Das Gebäude wurde um die Jahrhundertwende erbaut. Es wurde unter Nr. R 005 am 4. Dezember 1984 in die Denkmalliste der Stadt Mönchengladbach eingetragen.

## Lage
Das Objekt liegt an der Südseite der Regentenstraße in Stadtteil Eicken in einer Baugruppe ähnlicher Gebäude. 

## Architektur
Bei dem Objekt handelt es sich um ein dreigeschossiges Drei-Fensterwohnhaus mit rechtsseitigem Hauseingang. Das um die Jahrhundertwende errichtete Haus schließt mit einem Satteldach ab.